# Accident du tunnel de Sierre
L'accident du tunnel de Sierre est un accident de la route qui s'est produit le 13 mars 2012 à 21 h 15 dans le tunnel de Sierre sur l'autoroute A9 près de Sierre dans le canton du Valais en Suisse. Un autocar, ramenant des écoliers et leurs accompagnateurs en Belgique après des classes de neige, heurte de plein fouet une paroi du tunnel. Sur les 52 occupants de l'autocar, 28 personnes, dont 22 enfants, sont tuées.

## Faits
Deux classes de 6e primaire de l'école Sint-Lambertus, à Heverlee (Brabant-Flamand), et de 't Stekske, à Lommel (Limbourg) passent une semaine en classe de neige à Saint-Luc dans les Alpes suisses, en Valais. À l'issue du séjour, le 13 mars 2012, les écoliers partent pour la Belgique dans un autocar appartenant à la compagnie TopTours (Aarschot). Après avoir quitté le val d'Anniviers depuis une trentaine de minutes et emprunté une route de montagne, l'autocar, qui était le dernier d'un convoi de trois cars affrétés par la Mutualité chrétienne, prend la direction de Sion par l'autoroute A9 et pénètre dans le tunnel de Sierre, lui-même subdivisé en quatre tronçons.
À 21 h 15, après y avoir parcouru quelque deux kilomètres et après une légère courbe, le car heurte la bordure droite de la chaussée du tronçon « Géronde », heurte la paroi droite du tunnel, puis finalement monte, une trentaine de mètres plus loin, sur le trottoir, enfonce la glissière de sécurité et percute frontalement le mur en béton terminant une aire de stationnement d'urgence,,.
Une première alarme est déclenchée à 21 h 23, suivie d'une seconde lorsque les secours constatent l'ampleur de l'accident. Au total, la police valaisanne mobilise près de 200 sauveteurs (dont quinze médecins, trois psychologues et une centaine de paramédicaux) ainsi que douze ambulances et huit hélicoptères. L'accident provoque la mort de vingt-huit personnes dont vingt-deux enfants âgés d'une douzaine d'années. Tous les autres passagers, vingt-quatre enfants, furent blessés à des degrés divers et hospitalisés dans plusieurs établissements de soins de la région (Sion, Sierre, Martigny et Viège) ainsi qu'aux hôpitaux universitaires de Lausanne et de Berne. Quatre fillettes furent plus sérieusement blessées, dont trois, hospitalisées à Lausanne, furent plongées dans un coma artificiel, et la quatrième, hospitalisée à Berne afin de soigner des fractures complexes.
Parmi les passagers, on comptait six adultes, - tous de nationalité belge (deux instituteurs, deux accompagnateurs et deux chauffeurs) qui sont tous morts - et quarante-six enfants, dont trente-cinq Belges, neuf Néerlandais, un Allemand et un Polonais.

## Accueil des familles

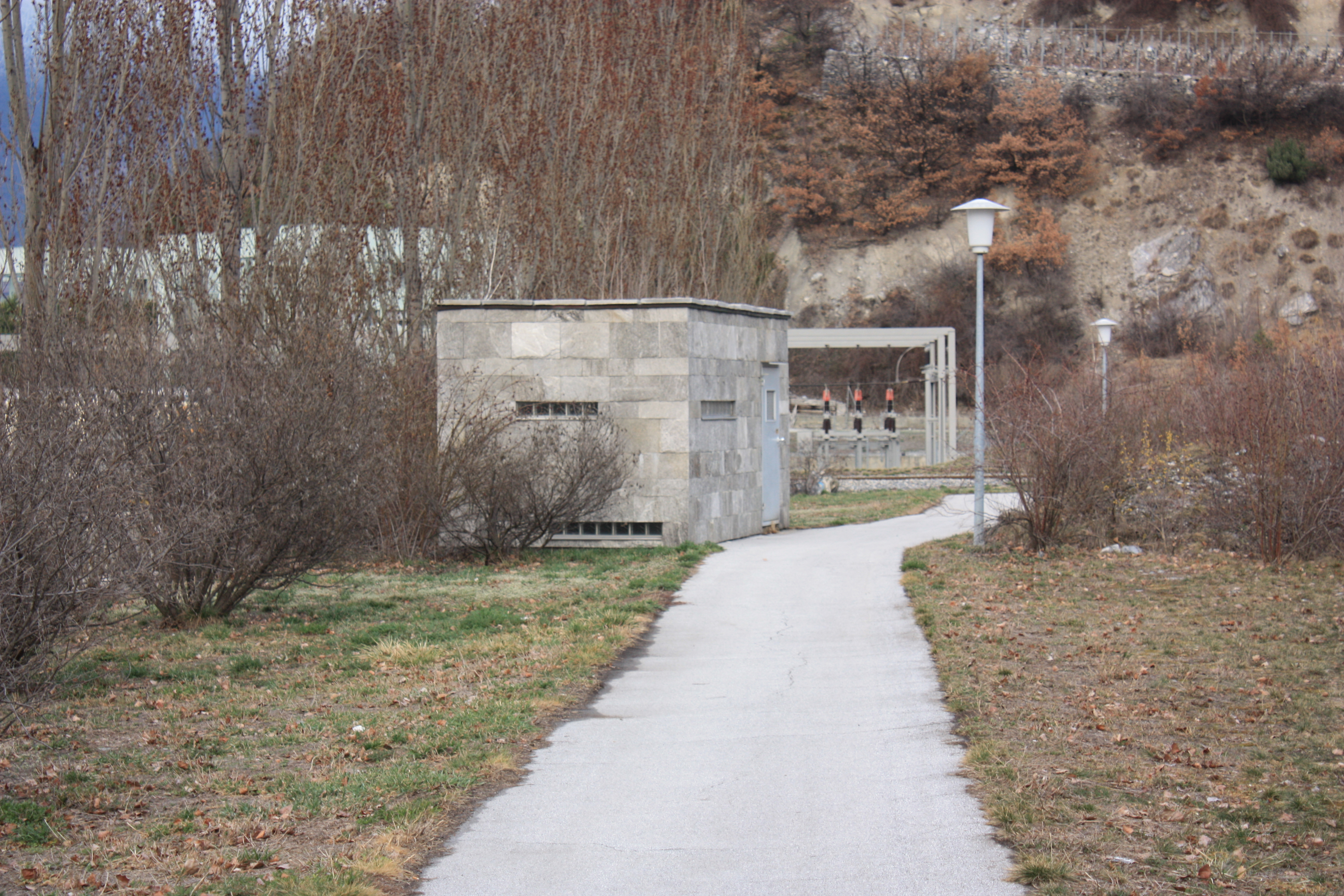
L'issue de secours située exactement au-dessus du lieu de l'accident

Un Airbus transportant les familles quitte la base aérienne de Melsbroek près de Bruxelles peu avant 14 h le mercredi suivant l'accident. Celles-ci sont accueillies par le président du conseil d'État genevois Pierre-François Unger, dès leur arrivée à l'aéroport de Genève peu après 15 h et ont été transférées à l'hôtel des Vignes à Uvrier, entre Sion et Sierre. La police valaisanne a ensuite informé les familles de la situation de leurs enfants. Les parents des survivants ont été priés de rejoindre leurs enfants dans les différents hôpitaux tandis que restaient sur place les parents des  victimes défuntes.
Par la suite, l’État belge envoie deux appareils C-130 Hercules à l'aéroport de Sion pour le rapatriement des corps. Celui-ci s'effectue le vendredi tôt dans la matinée, après une cérémonie effectuée dans l'intimité.

## La cause de l'accident
D'après certains journaux de la presse belge et suisse, des enfants auraient rapporté que, juste avant l'accident, un professeur, monsieur Franck, serait allé en tête du car porter un DVD au chauffeur pour qu'il soit diffusé dans le car. Des médias en ont déduit, apparemment à tort, que les enfants auraient vu le chauffeur insérer le DVD,,. Cette déduction, remise en cause tant par les enquêteurs que par la société autocariste, arguant que la cabine du chauffeur ne pouvait pas être vue depuis les sièges des passagers est cependant reprise comme étant une hypothèse sérieuse le 18 mars 2012 par les enquêteurs, plusieurs enfants ayant déclaré que le générique du film venait de commencer à défiler au moment de l'impact. Sept agents de police et magistrats suisses sont venus en Belgique du 26 au 30 mars 2012 afin d'interroger les enfants et de tenter de découvrir qui a introduit le DVD dans le lecteur et si cet élément aurait pu distraire le chauffeur et causer l'accident,. À l'issue de ces investigations, la justice suisse exclut l'hypothèse du DVD.
D'autre part, le procureur du canton du Valais a déclaré que le car n'avait pas dépassé la vitesse maximale autorisée dans le tunnel. L'alcoolémie ne semble pas être la cause de cet accident. Selon la police Valaisanne, l'hypothèse d'un véhicule tiers a également été exclue grâce aux caméras de sécurité se trouvant dans le tunnel.

### L'impact
Avant de heurter la paroi perpendiculaire à l'axe de circulation, le car est monté sur le petit trottoir à droite (arrachant une antenne de téléphonie mobile) et a continué tout droit, défonçant la glissière de sécurité, jusqu'à l'arrêt brutal contre la paroi perpendiculaire. Le choc a arraché les attaches des sièges, les catapultant vers l'avant et écrasant les occupants des fauteuils précédents. La pression exercée sur les premiers sièges est estimée à quelque 1,6 tonne. L'inertie a fait que le poids des corps des victimes a été multiplié par vingt.

## Les chauffeurs
L'un des chauffeurs, âgé de 34 ans, était en service à plein temps depuis près de huit ans pour la société flamande de transport public De Lijn, et a pris un congé à partir du 8 mars afin d'assurer ce trajet entre la Suisse et la Belgique. C'est lui qui était au volant au moment du drame. Le second chauffeur, âgé de 53 ans, était employé à plein temps depuis sept ans par la société TopTours.

## Passagers
| Pays                  | Total | Décédés |
| --------------------- | ----- | ------- |
| Belgique              | 39    | 21      |
| Pays-Bas              | 10    | 6       |
| Belgique/ Royaume-Uni | 1     | 1       |
| Allemagne             | 1     | 0       |
| Pologne               | 1     | 0       |
| Total                 | 52    | 28      |

Sept enfants et deux accompagnateurs de l'école Sint-Lambertus d'Heverlee ainsi que quinze enfants et deux accompagnateurs de l'école 't Stekske de Lommel sont morts dans l'accident.

## Le tunnel

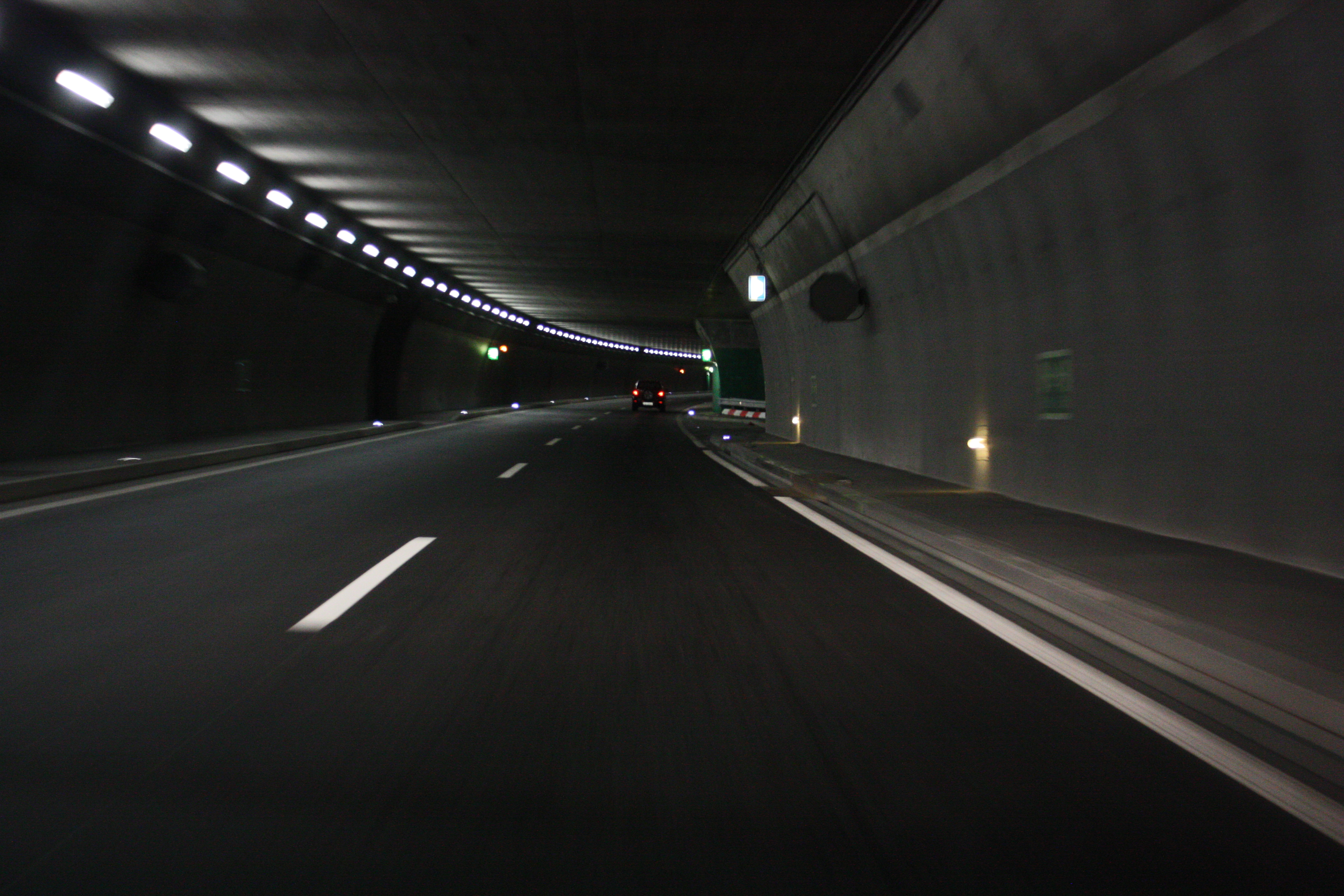
Lieu de l'accident.

Inauguré en 1999, le tunnel de Sierre où s'est produit l'accident, long de 2 460 mètres, est divisé en deux galeries comportant chacune deux voies de circulation, sans bande d'arrêt d'urgence, avec des trottoirs dotés d'éclairage larges de 1,75 mètre à gauche de la chaussée et de 1,5 mètre à droite de la chaussée. La vitesse y est limitée à 100 km/h et la densité journalière moyenne du trafic est de 15 000 véhicules.
11 à 12 % du réseau autoroutier suisse est en tunnel et compte plus de 220 tubes.

## L'autocar
L'autocar accidenté, appartenant à la firme Toptours d'Aarschot, était un car de la dernière génération de type Altano de la marque belge Van Hool et était parfaitement conforme à la réglementation en vigueur du point de vue de la sécurité.

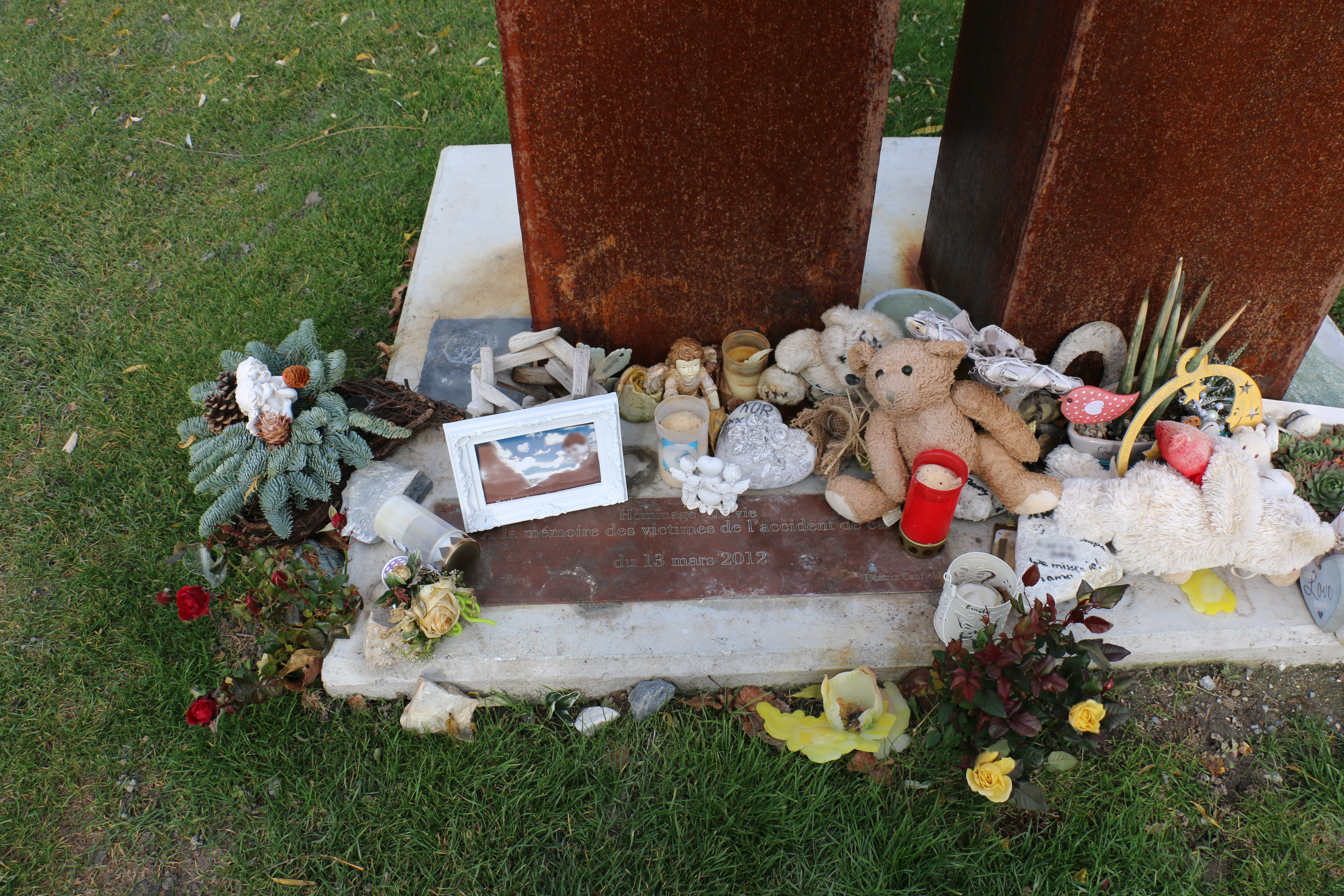
Un mémorial inauguré trois ans après l'accident en présence du premier ministre belge Charles Michel, du secrétaire d’État néerlandais Sander Dekker, de la présidente de la Confédération Simonetta Sommaruga et de représentants du canton du Valais.

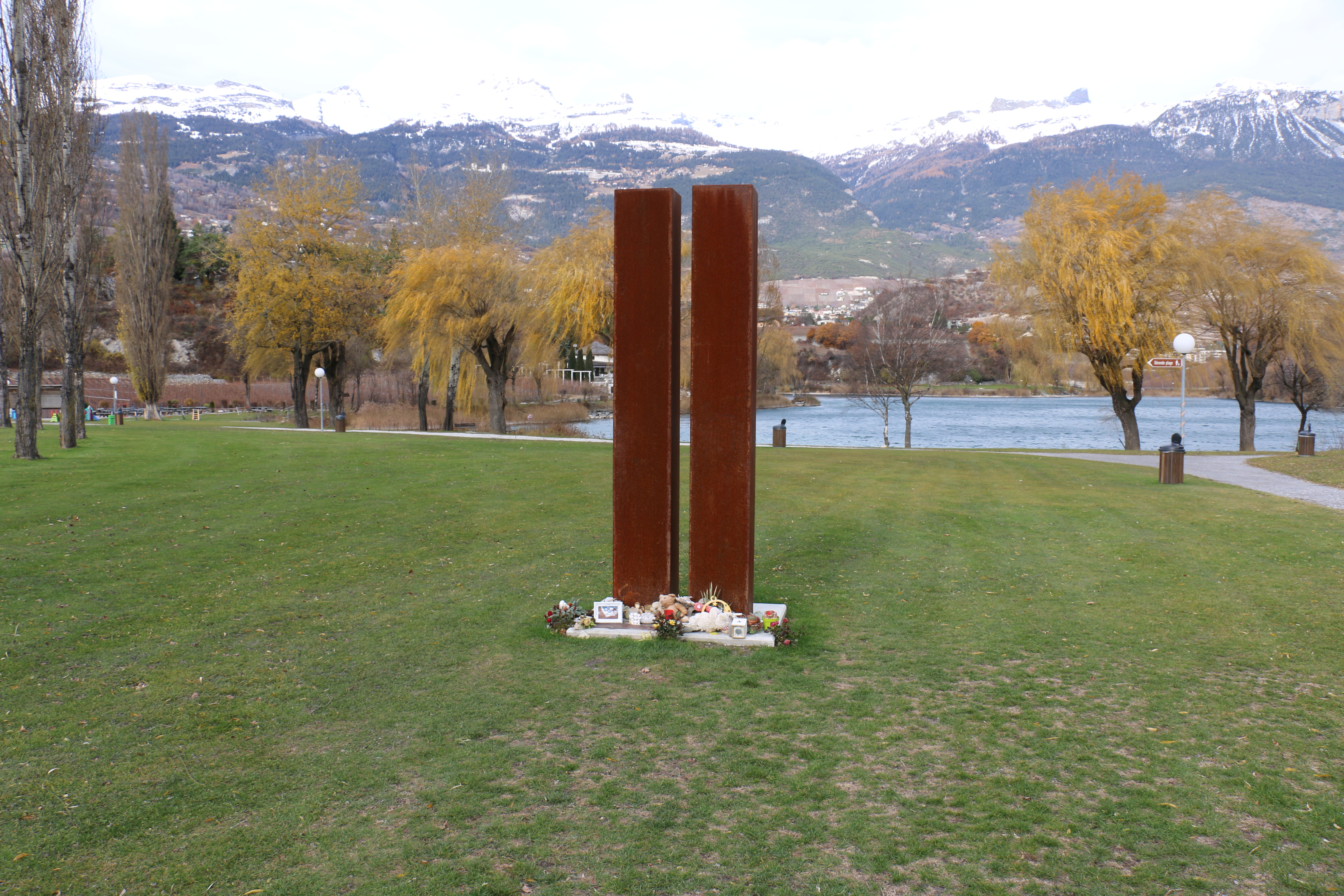
Le monument en mémoire des 28 victimes à l’Espace Auguste Piccard à Sierre.

## Hommages et réactions internationales
- Le gouvernement belge, par la voix du Premier ministre Elio Di Rupo, a décrété un jour de deuil national pour le vendredi 16 mars 2012 et une minute de silence fut observée à 11 h dans tout le pays[17],[18]. Des  registres de condoléances furent également ouverts dans de nombreux lieux publics.
- Aux Pays-Bas, les drapeaux ont été mis en berne sur les bâtiments publics à la demande du Premier ministre Mark Rutte en hommage aux six enfants néerlandais tués dans l'accident.
- La Commission européenne a également mis ses drapeaux en berne, une décision « exceptionnelle par solidarité avec le deuil du pays hôte ».
- La présidente de la Confédération suisse, Eveline Widmer-Schlumpf s'est dite, en conférence de presse à Sion, bouleversée quant au sort tragique des enfants[19].
- Barack Obama a présenté au lendemain de l'accident ses condoléances à la Suisse et la Belgique et particulièrement aux victimes de l'accident et à leurs familles[20].
- Le Conseil national de sécurité américain a déclaré par la voix de son porte-parole Tommy Vietor, que la perte de tant de jeunes vies est particulièrement « déchirante ».
- Le pape Benoît XVI affirme dans un télégramme « s'associer par la prière à la peine des familles endeuillées » et « prier le Seigneur de leur apporter aide et consolation dans leur épreuve ».
- De nombreux autres chefs d'État et de gouvernement ont envoyé des messages de condoléances et de soutien au peuple belge, dont le président russe Dimitri Medvedev et le Premier ministre Vladimir Poutine, la chancelière allemande Angela Merkel, la reine Beatrix des Pays-Bas, le Premier ministre Mark Rutte et le président français Nicolas Sarkozy, qui précise que les autorités françaises se tiendront aux côtés des autorités belges pour les aider en quoi que ce soit.

## Antécédents
- En Suisse
  - Le 12 septembre 1982, un train a percuté un autocar allemand sur un passage à niveau à Pfäffikon dans le canton de Zurich causant le décès de trente-neuf personnes[21].
  - Le 24 octobre 2001, un incendie au tunnel du St-Gothard a fait onze morts, dont la plupart ont été intoxiquées par la fumée. Un camion, immatriculé en Belgique et conduit par un chauffeur turc sous l'emprise de l'alcool, dévie de sa trajectoire et entre en collision avec un camion italien roulant en sens inverse. Les deux camions prennent alors feu[22].

- En Norvège
  - L'accident survenu dans le tunnel de Sierre présente des similitudes avec un accident survenu dans la vallée du Måbø (en) le 15 août 1988 en Norvège où un car suédois s'est écrasé contre un mur en béton en débouchant du tunnel de la vallée du Måbø (sv). Douze écoliers et quatre adultes périrent dans l'accident causé par une défectuosité des freins.